# كارين روبسون (ممثلة)
كارين روبسون (بالملايوية: Karen Robson؛ بالإنجليزية: Karen Robson) هي منتجة أفلام ومحامية وممثلة ماليزية وأسترالية، ولدت في 19 مارس 1957.

## وصلات خارجية
- كارين روبسون على موقع IMDb (الإنجليزية)
- كارين روبسون على موقع أول موفي (الإنجليزية)
- كارين روبسون على موقع قاعدة بيانات الفيلم (الإنجليزية)
- كارين روبسون على موقع كينوبويسك (الروسية)